# Tecno fes volume 2
Tecno fes volume 2, pubblicato nel 2000, è un EP, composto da 13 tracce, del dj italiano Gigi D'Agostino, seguito di Tecno fes.

## Tracce
1. Amorelettronico – 7:19 (Gigi D'Agostino, Luca Martinelli, Paolo Sandrini)
2. La passion (Medley with Rectangle) (Cielo Mix) – 6:44 (Carlo Montagner, Gigi D'Agostino, Jacno, Paolo Sandrini)
3. Un giorno credi – 5:59 (testo: Patrizio Trampetti – musica: Edoardo Bennato)
4. Souvenir – 8:00 (Gigi D'Agostino, Paolo Sandrini)
5. You Spin Me Round (like a Record) – 4:16 (Mike Percy, Pete Burns, Steve Coy, Tim Lever)
6. Le serpent – 4:48 (Gigi D'Agostino, Paolo Sandrini)
7. Cada vez (Que Te Veo) (Psico D'Agostino Remix) – 7:26 (Andres Lafone) – Gigi D'Agostino Remix Negrocan ft. Liliana Chachian
8. L'Amour Toujours (Cielo Mix) – 6:25 (Gigi D'Agostino, Paolo Sandrini)
9. Sottosopra – 3:55 (Gigi D'Agostino, Paolo Sandrini)
10. Baci & abbracci – 4:49 (Gigi D'Agostino, Paolo Sandrini)
11. Tecno fes – 4:34 (Gigi D'Agostino, Paolo Sandrini)
12. Tanzen – 3:37 (Gigi D'Agostino, Paolo Sandrini)
13. La passion (Medley with Rectangle) (Tanzen Vision) – 6:00 (Carlo Montagner, Gigi D'Agostino, Jacno, Paolo Sandrini)

Durata totale: 73:52

## Classifiche
| Classifica (2001) | Posizione massima |
| ----------------- | ----------------- |
| Austria           | 1                 |
| Francia           | 40                |
| Germania          | 95                |
| Italia            | 14                |
| Ungheria          | 25                |